# Île Daphne Mayor
L'île Daphne Mayor, en espagnol Isla Daphne Mayor, est une île inhabitée d'Équateur située dans l'archipel des Galápagos.
Elle se trouve dans le centre de l'archipel, au nord de l'île Santa Cruz, à l'ouest de l'île Baltra et au sud-ouest de l'île Daphne Menor. L'île est le sommet émergé d'un cône volcanique culminant à 120 mètres d'altitude.

## Toponymie
Le nom de cette île vient d'un navire de la Royal Navy, le HMS Daphne (en), nom que l'on trouve en 1846 sur une carte dressée par l'aspirant de marine anglais Edwardes.

## Références

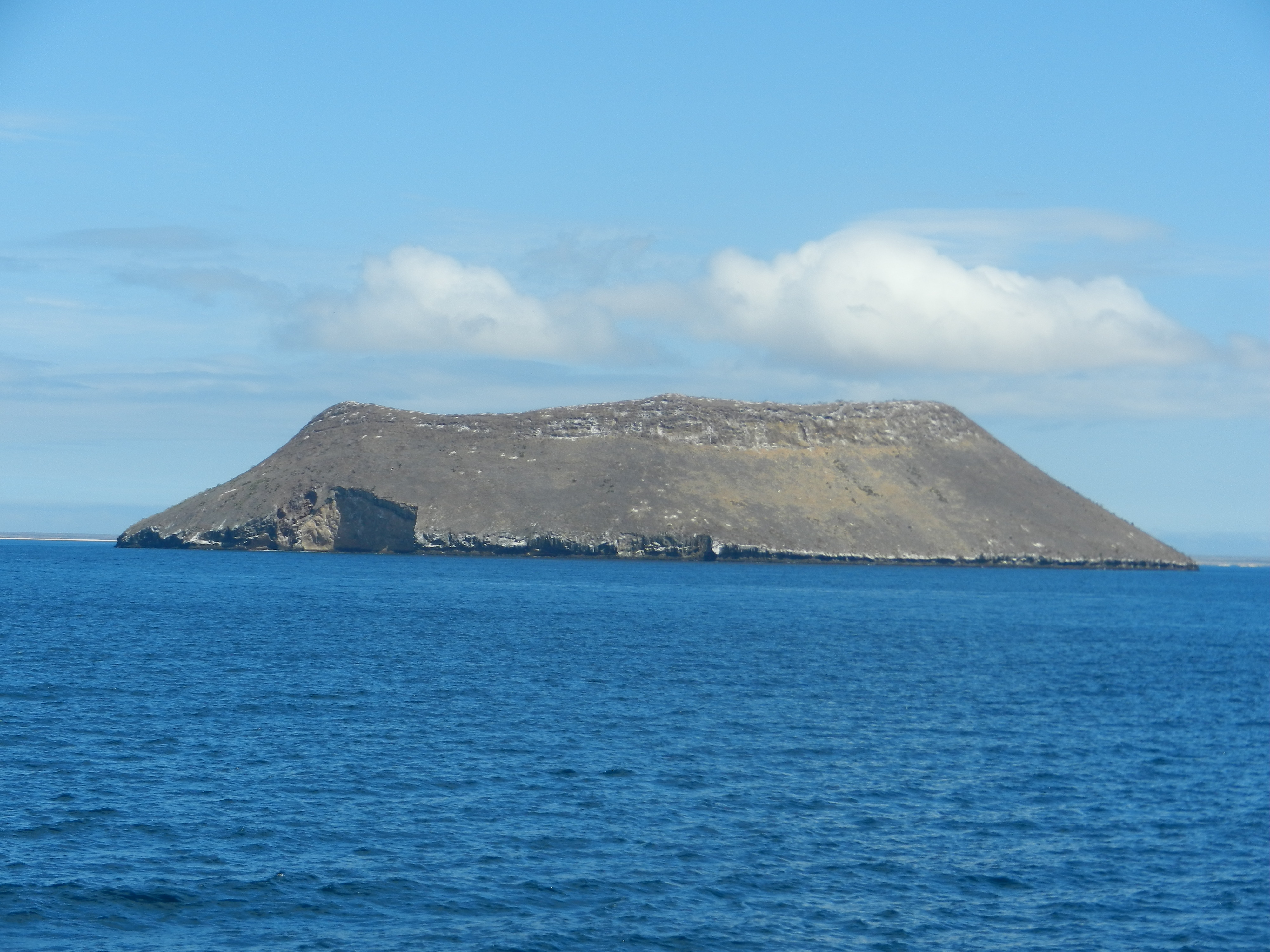
Versant occidental de l'île Daphne Mayor